# 甲藤啓介
甲藤 啓介（かっとう けいすけ、1983年11月12日 - ）は、高知県香美市出身の元プロ野球選手（投手）。右投右打。

## 経歴

### プロ入り前
高知高校3年次に第73回選抜高等学校野球大会に出場するも、当時は福山雄（法大 - JR北海道）の控え投手であった。進学した近畿大学でも3年間未勝利だったが、4年次に春季リーグで4勝を挙げ頭角を現すと、さらに秋季リーグでは負けなしの5勝を挙げ、リーグMVPとベストナインを獲得する。大学選手権は準優勝したが、大隣憲司が全試合に先発して自身は準決勝で大差になっての登板のみ。秋は明治神宮大会の代表決定トーナメント準決勝で先発し8回8奪三振で勝利し出場を決めるも本大会は登板なし。リーグ通算25試合9勝1敗防御率1.62。2005年度大学・社会人ドラフトにて福岡ソフトバンクホークスから4巡目指名を受けて入団。

### ソフトバンク時代
2007年6月24日の中日ドラゴンズ4回戦（ナゴヤドーム）の9回裏に初登板。
2008年3月26日には千葉ロッテマリーンズ3回戦（福岡Yahoo! JAPANドーム）では初先発を果たした。
2010年は序盤こそ打ち込まれたものの、監督の秋山幸二が辛抱強く甲藤を起用し続けた結果、5月の中頃から安定した投球を見せ、勝ちパターンの中継ぎ投手としての地位を確立。6月7日には自己最速となる152km/hをマークし、7月27日の楽天戦では2点ビハインドの状況で7回から救援登板。その裏の攻撃で味方打線が岩隈久志を打ち込んで逆転し、プロ初勝利をあげた。これ以降も勝負どころでの起用が続いたが、9月14日の千葉ロッテマリーンズ23回戦(千葉マリンスタジアム)では、初球を清田育宏の頭に当て1球で危険球退場になる など不安定な面も見せた。最終的には65試合に登板し、敗戦は1つもなくチームの7年ぶりの優勝に貢献した。プロ入り5年目ながらも新人王の権利を有しており、結局新人王の獲得はならなかったものの、記者投票（総数217票）は新人王を獲得した榊原諒（84票）に次ぐ50票を集めた。同年のシーズンオフの契約更改においては、推定年俸900万円から400％アップの4500万円の提示を受け、「びっくりする提示を受けて、これだけもらってもいいものかと…。もう一度考えさせてくださいということです」という理由により保留し、この年の保留第一号となった。もちろん二度目の交渉においてこの条件で更改している。
2011年は、春季キャンプ中に右肘痛を発症 し、その影響もあり、一軍登板なしに終わった。オフの契約更改では、一軍登板なしという結果から2000万円ダウンの2500万円の提示に一発サインした。
2012年の開幕は二軍で迎えたが、4月12日に一軍へ昇格。しかしながら、一軍での登板は6試合に留まった。
2013年は、開幕から二軍暮らしが続き、同年7月25日に吉野誠との交換トレードでオリックス・バファローズへ移籍。

### オリックス時代
移籍後も一軍での登板はなくシーズンを終えた。二軍では、移籍前までで18試合登板・防御率9.19、移籍後も8試合登板・防御率6.23で、通算26試合で防御率8.14と打ち込まれた。2014年、10月1日に球団から戦力外通告を受けた。12月2日、自由契約公示された。

### プロ野球退団後
オリックス退団後は、大阪の軟式野球チーム「エースファクトリー」でプレーを続けている。

## 詳細情報

### 年度別投手成績
| 年 度     | 球 団        | 登 板 | 先 発 | 完 投 | 完 封 | 無 四 球 | 勝 利 | 敗 戦 | セ 丨 ブ | ホ 丨 ル ド | 勝 率 | 打 者 | 投 球 回 | 被 安 打 | 被 本 塁 打 | 与 四 球 | 敬 遠 | 与 死 球 | 奪 三 振 | 暴 投 | ボ 丨 ク | 失 点 | 自 責 点 | 防 御 率 | W H I P |
| --------- | ------------ | ----- | ----- | ----- | ----- | -------- | ----- | ----- | -------- | ----------- | ----- | ----- | -------- | -------- | ----------- | -------- | ----- | -------- | -------- | ----- | -------- | ----- | -------- | -------- | ------- |
| 2007      | ソフトバンク | 1     | 0     | 0     | 0     | 0        | 0     | 0     | 0        | 0           | ----  | 3     | 1.0      | 0        | 0           | 0        | 0     | 0        | 2        | 0     | 0        | 0     | 0        | 0.00     | 0.00    |
| 2008      | ソフトバンク | 9     | 1     | 0     | 0     | 0        | 0     | 1     | 0        | 0           | .000  | 88    | 18.2     | 22       | 3           | 11       | 0     | 0        | 11       | 1     | 0        | 10    | 10       | 4.82     | 1.77    |
| 2009      | ソフトバンク | 6     | 0     | 0     | 0     | 0        | 0     | 0     | 0        | 0           | ----  | 28    | 6.2      | 5        | 1           | 1        | 0     | 1        | 4        | 1     | 0        | 3     | 2        | 2.70     | 0.90    |
| 2010      | ソフトバンク | 65    | 0     | 0     | 0     | 0        | 2     | 0     | 0        | 15          | 1.000 | 324   | 76.0     | 66       | 3           | 23       | 3     | 9        | 74       | 1     | 0        | 29    | 25       | 2.96     | 1.17    |
| 2012      | ソフトバンク | 6     | 0     | 0     | 0     | 0        | 0     | 1     | 0        | 0           | .000  | 29    | 6.1      | 5        | 0           | 5        | 0     | 0        | 3        | 0     | 0        | 2     | 2        | 2.84     | 1.58    |
| 通算：5年 | 通算：5年    | 87    | 1     | 0     | 0     | 0        | 2     | 2     | 0        | 15          | .500  | 472   | 108.2    | 98       | 7           | 40       | 3     | 10       | 94       | 3     | 0        | 44    | 39       | 3.23     | 1.27    |

### 記録
- 初登板：2007年6月24日、対中日ドラゴンズ4回戦（ナゴヤドーム）、9回裏に4番手で救援登板・完了、1回無失点
- 初奪三振：同上、9回裏に澤井道久から見逃し三振
- 初先発：2008年3月26日、対千葉ロッテマリーンズ3回戦（福岡Yahoo! JAPANドーム）、6回5失点で敗戦投手
- 初ホールド：2010年4月27日、対東北楽天ゴールデンイーグルス7回戦（福岡Yahoo! JAPANドーム）、7回表に2番手で救援登板、1回無失点
- 初勝利：2010年7月27日、対東北楽天ゴールデンイーグルス15回戦（藤崎台県営野球場）、7回表に3番手で救援登板、1回無失点[9]

### 背番号
- 48 （2006年 - 2014年）

### 登場曲
- ジャネット・ジャクソン「All For You」
- AKB48「会いたかった」（2010年7月29日より。前述のSBM48に因むもの）
- マキシマム ザ ホルモン「恋のメガラバ」